# Jeremias Sutel

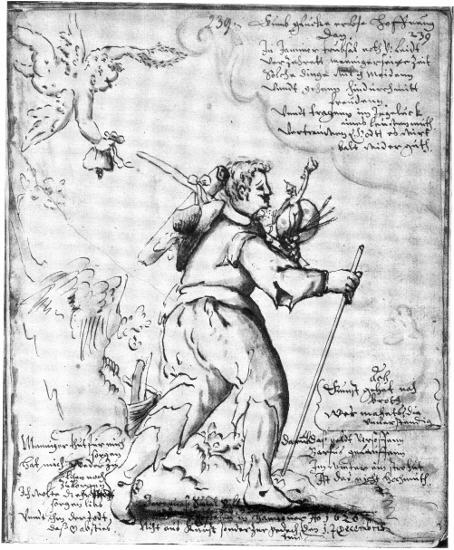
Selbstbildnis Sutels

Jeremias Sutel (* um 1587 in Northeim; † 11. April 1631 in Hannover) war ein deutscher Bildhauer.

## Leben
Sutel war ein Enkel jenes Magisters Johann Sutel, der die Reformation nach Schweinfurt, Göttingen und Northeim brachte. Als sein Vater wird ein Justus Sutelius angegeben, der bis 1613 Bürgermeister von Northeim war. Am 8. Juni 1623 heiratete er Lucke (geborene Schmedes), eine Tochter des Meisters Claus Schmedes (Kirchenbuch der hannoverschen Marktkirche).
Sutels künstlerische Bildformen und seine Ausdruckskraft waren Vorbild für seinen Schüler Ludolf Witte und weitere Künstler wie Peter Köster, den Meister des Leibnizhauses, Hans Jakob Uhle und Jürgen Gebhard Schrader. Von seinen zahlreichen Werken in und um Hannover sind nur noch wenige erhalten, so unter anderem das Obentrautdenkmal in Seelze, der Taufstein in der Elisabeth-Kirche Langenhagen, wahrscheinlich auch das Epitaph des Pastors Johann Haller und seiner Frau an der Wilkenburger Kirche.
Eine Zeichnung Sutels in einem Künstlerstammbuch, nun in Berlin befindlich, zeigt einen geflügelten Genius mit Lorbeerkranz und Geldbeutel, der dem zerlumpt davonlaufenden Bildhauer nacheilt. Darunter die Worte:

„In Jammer, Trübsal, Not und Leidt verzehrett menniger seine Zeit, solche Dinge thu ich meiden“

und die Unterschrift

„Jeremias Sutel Bilth. von Northeimb, geschehen in Hannover Anno 1620 den 17. Decembris“

Er hatte sich eine Signatur zugelegt, in der alle Buchstaben seines Nachnamens miteinander verschmolzen waren, das S war leicht nach links geneigt, TEL bildeten einen gemeinsam nach rechts geneigten Buchstaben und das U als V, verband diese miteinander.
Ferner das wohl wichtigste Werk, das mit dem Mord an ihm zusammenhängt: das Epitaph für den Bürgermeister Statius Vasmer mit dem Relief der Grablegung Jakobs, auf dem sich Sutel selbst mit Schlägel und Meißel dargestellt hat.

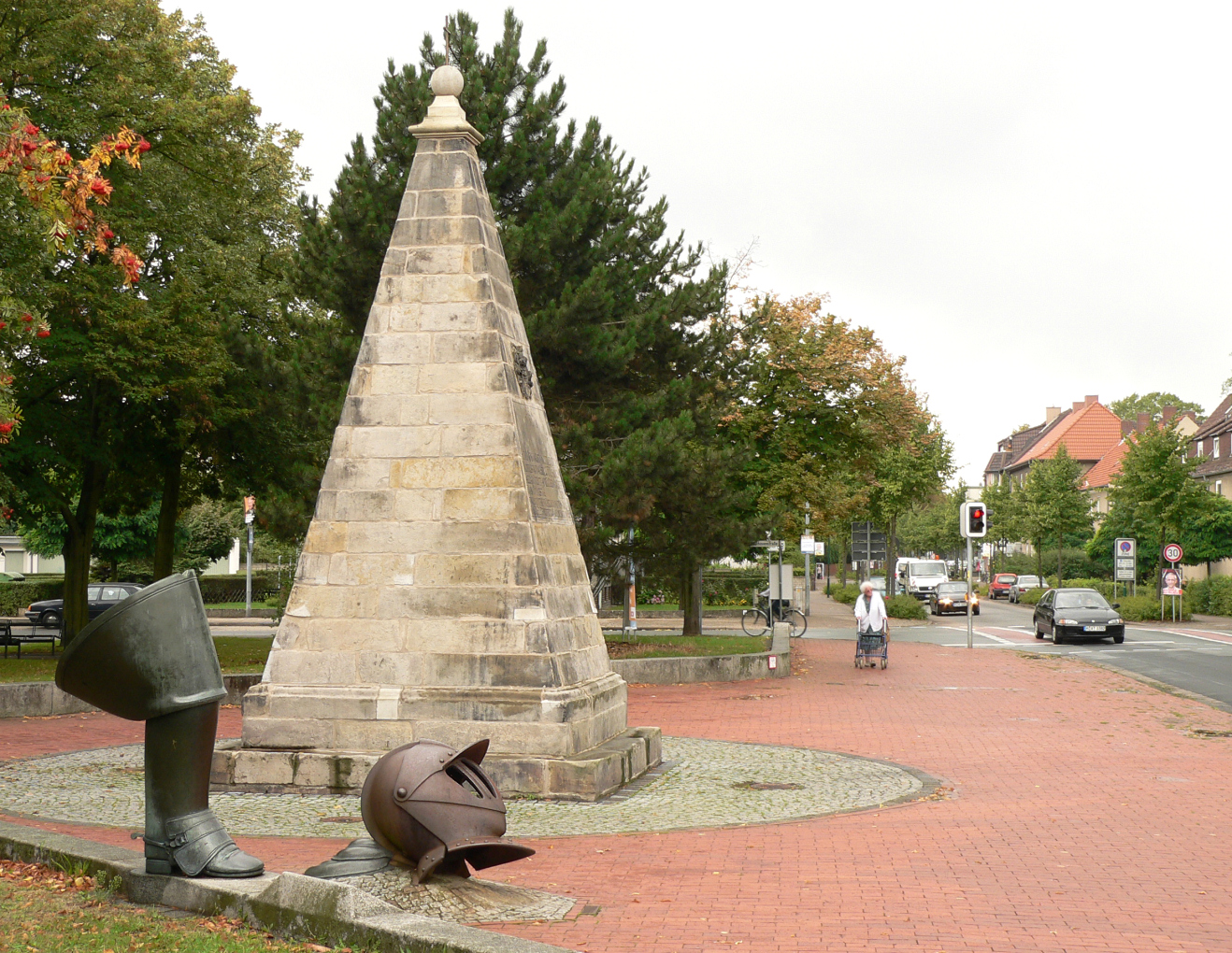
Obentraut-Denkmal bei Seelze

Am 4. April 1631 wurde er von einem missgünstigen und betrunkenen Maler vor dem Haus auf dem Schreib- oder Münchehof tödlich verletzt und starb am 11. April des Jahres. Carl Schuchardt schreibt über den Mord an Sutel:

„Wir dürfen also über Sutels Tod dies als festgestellt betrachten: Der Meister wurde von einem Maler Erich Meier, aus Hameln gebürtig, abends aus seinem Hause gelockt und meuchlerisch erstochen. Der Maler war von anderen aufgehetzt, als ob Sutel mit seiner Kunst sich über ihn erhöbe, und er hatte daraufhin in der Trunkenheit die schwere Tat getan, für die er nach langer Verhandlung mit dem eigenen Tode büßen mußte.“

Über das Ende des Mörders berichtet das Kirchenbuch der Marktkirche:

„1632 August 3. Erich Meyer, der Mahler, welcher Jeremias Sutler im Aprili (v. J.) erstochen Und heute dato justifiziret und auf dem Marckte decolliret worden[,] ist um 2 Uhre auff Sankt Nicolai Kirchhoff mit Ceremonien begraben.“

Sutel wurde auf dem (alten) St. Nicolai-Friedhof begraben. Sein Schüler Ludolf Witte schuf den Grabstein.
Der hannoversche Arzt und Schriftsteller Wilhelm Blumenhagen hat der Geschichte etwa 1830 eine Erzählung gewidmet.

## Inschrift auf der Grabstele

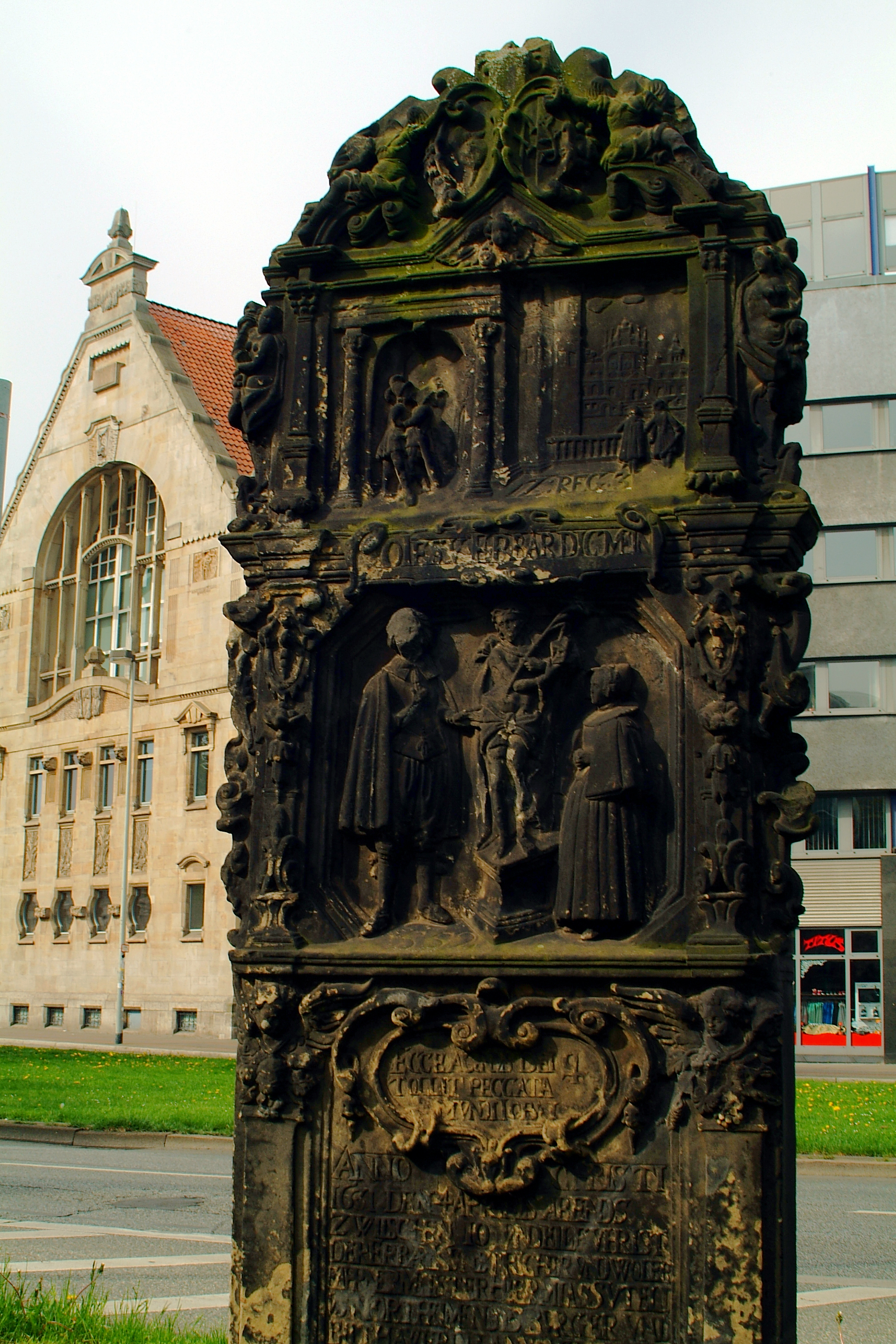
Grabstele des Jeremias Sutel, geschaffen von seinem Schüler Ludolf Witte, auf dem Alten St.-Nikolai Friedhof

Nach Carl Schuchhardt lautet(e) die – heute sehr verwitterte – Inschrift auf der Grabstele für Sutel:
ANNO CHRISTI / 1631 DEN 4 APRILIS ABENDS / ZWIISCHEN 10 VND EILF VHR IST / DER ERBAR KVNSTRICHER VND WOLER/FAHR NER MEISTER HIERMIAS SVTELI=/VS NORTHEIMENSIS BVRGER VND / BILTHAWER IN HANNOVE DVRCH EI=/NEN STIC VBE[RS] HERTZ VNSCHVLDIG=/LICH ALS ER [SCH]ON 2 STVNDE AVF SEI/NEM BETTE GELEGEN VND DAVON ABGE/FORDERT WORDEN VERWVNDT DAR/AVF DEN ELFTEN EIVSDEM ABENTS / ZWISCHEN 8 [VND] 9 VHR IN GOTT [SE]/LICH VERSCHEIDEN AETATIS IM 44 IAHR / DEREN SEELE G[OTT GNA]DE VND [HAT / SEINE HINTER]LASNE WITWE LVCKE / Z[MEDE]S IHR[EM LIBSTEN SALIGEN EHE/MAN DIES GED]ECHT[NI]S SETZEN / [L]ASSE[N]

## Ehrungen

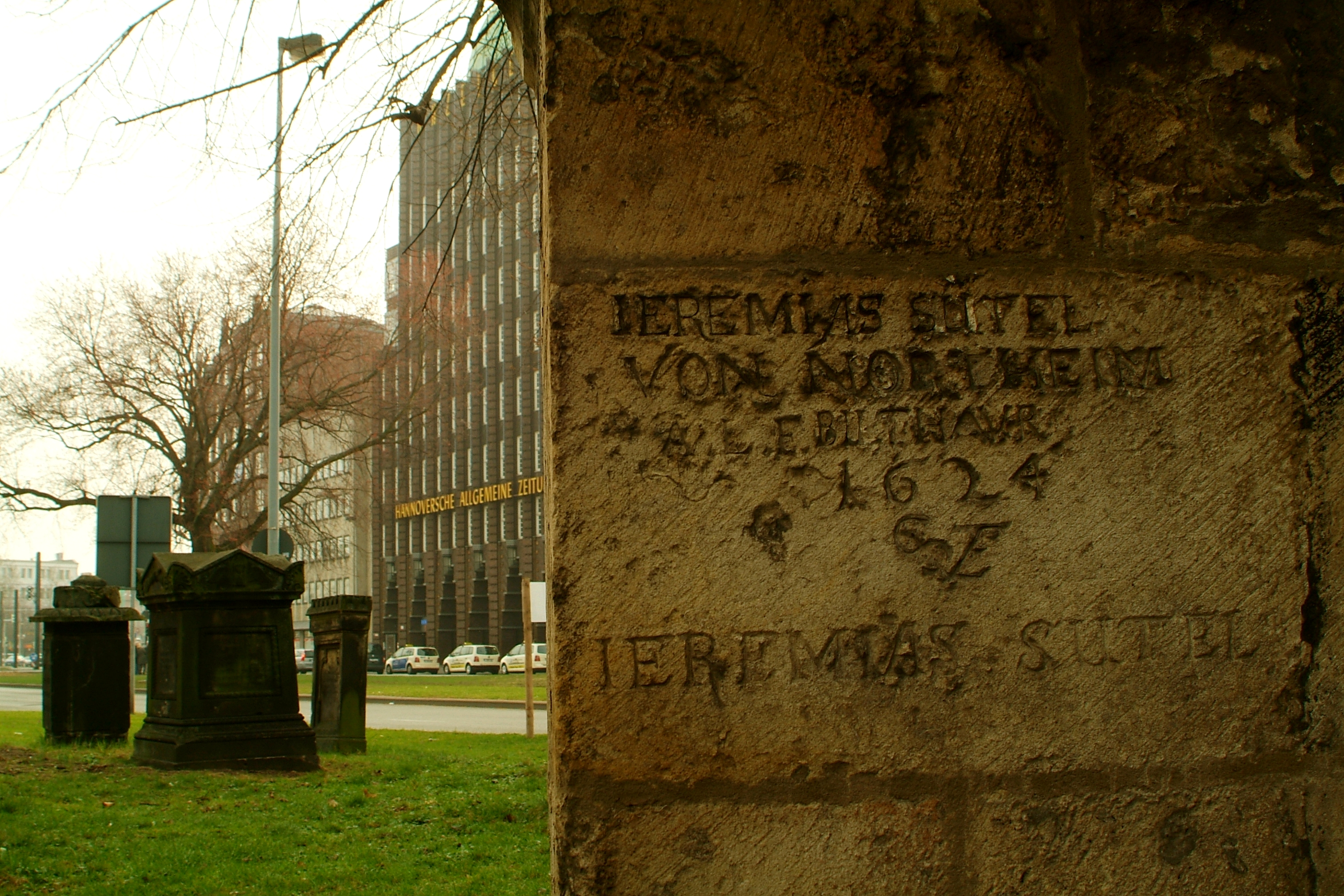
Inschrift an der Nikolaikapelle

Nach Jeremias Sutel ist die Sutelstraße im hannoverschen Stadtteil Bothfeld 1940 benannt worden. Ursprünglich war die Straße ein alter Fahrweg, der von Klein-Buchholz über Bothfeld nach Isernhagen führte. Im Zuge der Stadtentwicklung wurde er zu einer Stadtstraße ausgebaut. In ihrem größten Teilabschnitt erlangte sie als Landesstraße 382 eine überregionale Bedeutung. Auf der Straße verkehrt eine Stadtbahnlinie. Sie führt von der Podbielskistraße in Hannover zur Böckerstraße.

## Werke
- Denkmal für den General Hans Michael Elias von Obentraut in Seelze
- Epitaph für den hannoverschen Bürgermeister Statius Vasmer an der hannoverschen Marktkirche
- Epitaph für Pastor Johann Haller und A. Haller, geb. Bokelman; Kirche in Wilkenburg
- Epitaph für den Schafmeister Gewert Maier (1611); Wilkenburg
- Epitaph für Tileman Herbort (1624); Kirche in Limmer
- Taufstein der Elisabethkirche; Langenhagen
- Zeichnung im Künstlerstammbuch des Gottfridt Müller; Berlin